# 愛知和男
愛知和男（日语：／ Aichi Kazuo，1937年7月20日—2024年5月3日），日本政治人物，舊姓中田。

## 生平
畢業於東京都立日比谷高等學校、東京大學法學部，之後加入日本鋼管，在1968年到1972年期間派駐紐約市。歸國後被委任為第2次田中角榮內閣大藏大臣的秘書官，進而步入政壇，其後擔任不同重要職位。
他也是日本政壇中有名的親台派，曾經在出席台灣「玉山論壇」時表示台灣充分擁有成為獨立國家的條件，自身亦時常思考如何協助台灣，建議台灣持續發展、推動獨特的文化藝術與體育外交。
2024年，據其次子治郎所知，愛知和男在同年4月因感染2019冠状病毒病而送入東京都一所醫院，5月3日突然惡化而急逝。

## 荣誉

### 日本勋章奖章
- 旭日大绶章（2010年4月29日公布）

### 外国勋章奖章
- 民事功绩大十字勋章（西班牙语：Orden del Mérito Civil (España)）（西班牙，1980年10月23日批准[4]）：西班牙国王胡安·卡洛斯一世于1980年10月27日至31日对日本进行国事访问[5]。

## 家族・親族
由於和政治世家聯婚，故家族成員中有不少政治人物。
- 義父・愛知揆一（大蔵大臣）[6]
- 長男・愛知太郎
- 次男・爱知治郎（参議院議員）
- 叔夫・中田幸吉（富山縣知事）